# تفجيرات مقديشو في أبريل 2022
في 22 أبريل 2022 قُتل ستة أشخاص على الأقل وجُرح سبعة  عقب تفجير انتحاري في مطعم فيشرمان للمأكولات البحرية على شاطئ ليدو  في العاصمة الصومالية مقديشو الذي افتتح قبل الهجوم بوقت قصير. وفجر الانتحاري نفسه بعد منعه من دخول المطعم الذي كان يشهد في هذا الوقت حضور مفوض الشرطة وعدد من أعضاء مجلس النواب لتناول وجبة الإفطار في رمضان. ولم يصب أي من النواب في الانفجار، إلا أن الهجوم أودى بحياة عدد من أفراد الأمن، وصرحت الشرطة بأن معظم القتلى من المدنيين.